# Portulacaria carrissoana
Portulacaria carrissoana (anteriorment Ceraria carrissoana o Ceraria kuneneana) és una planta suculenta arbustiva que es troba a la frontera entre Namíbia i Angola.

## Descripció
És un arbust de fusta tova, amb fulles suculentes rodones i flors bisexuals.

## Taxonomia
Portulacaria carrissoana va ser descrita per (Exell i Mendonça) Bruyns i Klak i publicat a Boletim da Sociedade Broteriana sér. 2, 13: 309. 1939 [1938-9 publ. 1939].
Sinonímia
- (basiònim) Portulacaceae Ceraria carrissoana Exell & Mendonça sér. 2, 13: 309. 1939 [1938-9 publ. 1939].[3][4]